# 17. zračnoprevozna divizija (ZDA)
17. zračnoprevozna divizija (izvirno angleško 17th Airborne Division) je bila zračnoprevozna divizija Kopenske vojske ZDA.

## Sestava
Ustanovitev
- 517. pehotni polk
- 193. jadralni pehotni polk
- 194. jadralni pehotni polk
- 466. padalski poljsko-artilerijski bataljon
- 155. protiletalski bataljon
- 139. inženirski bataljon
- 517. inženirska četa
- 717. oskrbovalna četa
- 411. četa za oskrbo s strelivom
- 224. medicinska četa
- 17. padalska vzdrževalna četa

Marec 1944
- 513. pehotni polk
- 193. jadralni pehotni polk
- 194. jadralni pehotni polk
- 466. padalski poljsko-artilerijski bataljon
- 155. protiletalski bataljon
- 139. inženirski bataljon
- 517. inženirska četa
- 717. oskrbovalna četa
- 411. četa za oskrbo s strelivom
- 224. medicinska četa
- 17. padalska vzdrževalna četa

Marec 1945
- 507. pehotni polk
- 513. pehotni polk
- 194. jadralni pehotni polk
- 464. padalski poljsko-artilerijski bataljon
- 466. padalski poljsko-artilerijski bataljon
- 155. protiletalski bataljon
- 139. inženirski bataljon
- 517. inženirska četa
- 717. oskrbovalna četa
- 411. četa za oskrbo s strelivom
- 224. medicinska četa
- 17. padalska vzdrževalna četa